# Silna
Silna (deutsch Schilln) ist eine Ortschaft in der Gemeinde Pszczew im Landkreis Międzyrzecz in der Woiwodschaft Lebus im Westen Polens.

## Lage
Silna liegt etwa 6 km östlich von Pszczew, 18 km östlich von Międzyrzecz, 51 km südöstlich von Gorzów Wielkopolski und 64 km nördlich von Zielona Góra.